# Châteaurenard
Châteaurenard (traducibile come castello della volpe) è un comune francese di 15 094 abitanti situato nel dipartimento delle Bocche del Rodano della regione della Provenza-Alpi-Costa Azzurra.

## Storia

### Simboli
Lo stemma, in uso dal 1531, è un'arma parlante poiché château e renard significano in francese "castello" e "volpe".
L'Armorial des communes de Provence riporta uno stemma leggermente diverso: d'oro, al castello di rosso, sormontato da una volpe dello stesso.

## Società

### Evoluzione demografica
Abitanti censiti